# Gwara malborska
Gwara malborska – gwara dialektu wielkopolskiego języka polskiego należąca do tzw. nowszych dialektów mieszanych, czyli gwar powstałych na terenach późniejszych kolonizacji polskiej ludności.
Przez długi czas gwary lubawskie traktowane były łącznie wraz z gwarą malborską jako jeden zespół gwarowy (gwary malborsko-lubawskie), ale obecnie uważa się je za część dialektu mazowieckiego.
Gwarę malborską cechuje nosowość zastąpiona podniebiennością.